# Yrouerre
Yrouerre est une commune française située dans le département de l'Yonne en région Bourgogne-Franche-Comté. Ses habitants sont appelés les Iratoriens.

## Géographie

### Localisation
La commune est située à 8 km de Tonnerre et à 12 km de Noyers-sur-Serein.
La longueur de la voirie communale est de 5 273 m.[réf. nécessaire]

### Géologie et relief, hydrographie
La superficie de la commune est de 1 428 hectares ; son altitude varie entre 205 et 331 mètres.
L’église est située à une altitude de 273 mètres.[réf. nécessaire]
La superficie de la forêt communale est de 81 ha 63 a.[réf. nécessaire]

### Climat
Pour des articles plus généraux, voir Climat de la Bourgogne-Franche-Comté et Climat de l'Yonne.
En 2010, le climat de la commune est de type climat océanique dégradé des plaines du Centre et du Nord, selon une étude du Centre national de la recherche scientifique s'appuyant sur une série de données couvrant la période 1971-2000. En 2020, Météo-France publie une typologie des climats de la France métropolitaine dans laquelle la commune est exposée à un climat océanique altéré et est dans la région climatique  Lorraine, plateau de Langres, Morvan, caractérisée par un hiver rude (1,5 °C), des vents modérés et des brouillards fréquents en automne et hiver. 
Pour la période 1971-2000, la température annuelle moyenne est de 10,5 °C, avec une amplitude thermique annuelle de 16 °C. Le cumul annuel moyen de précipitations est de 853 mm, avec 12,5 jours de précipitations en janvier et 8,3 jours en juillet. Pour la période 1991-2020, la température moyenne annuelle observée sur la station météorologique de Météo-France la plus proche, « Tonnerre Joudre », sur la commune de Tonnerre à 7 km à vol d'oiseau, est de 11,6 °C et le cumul annuel moyen de précipitations est de 742,9 mm. 
La température maximale relevée sur cette station est de 41,2 °C, atteinte le 25 juillet 2019 ; la température minimale est de −16,6 °C, atteinte le 20 décembre 2009,,. 
Les paramètres climatiques de la commune ont été estimés pour le milieu du siècle (2041-2070) selon différents scénarios d'émission de gaz à effet de serre à partir des nouvelles projections climatiques de référence DRIAS-2020. Ils sont consultables sur un site dédié publié par Météo-France en novembre 2022.

## Urbanisme

### Typologie
Au 1er janvier 2024, Yrouerre est catégorisée commune rurale à habitat dispersé, selon la nouvelle grille communale de densité à sept niveaux définie par l'Insee en 2022.
Elle est située hors unité urbaine. Par ailleurs la commune fait partie de l'aire d'attraction de Tonnerre, dont elle est une commune de la couronne,. Cette aire, qui regroupe 38 communes, est catégorisée dans les aires de moins de 50 000 habitants,.

### Occupation des sols
L'occupation des sols de la commune, telle qu'elle ressort de la base de données européenne d’occupation biophysique des sols Corine Land Cover (CLC), est marquée par l'importance des territoires agricoles (80,4 % en 2018), une proportion sensiblement équivalente à celle de 1990 (80,1 %). La répartition détaillée en 2018 est la suivante : 
terres arables (78,3 %), forêts (19,6 %), zones agricoles hétérogènes (2 %). L'évolution de l’occupation des sols de la commune et de ses infrastructures peut être observée sur les différentes représentations cartographiques du territoire : la carte de Cassini (XVIIIe siècle), la carte d'état-major (1820-1866) et les cartes ou photos aériennes de l'IGN pour la période actuelle (1950 à aujourd'hui).

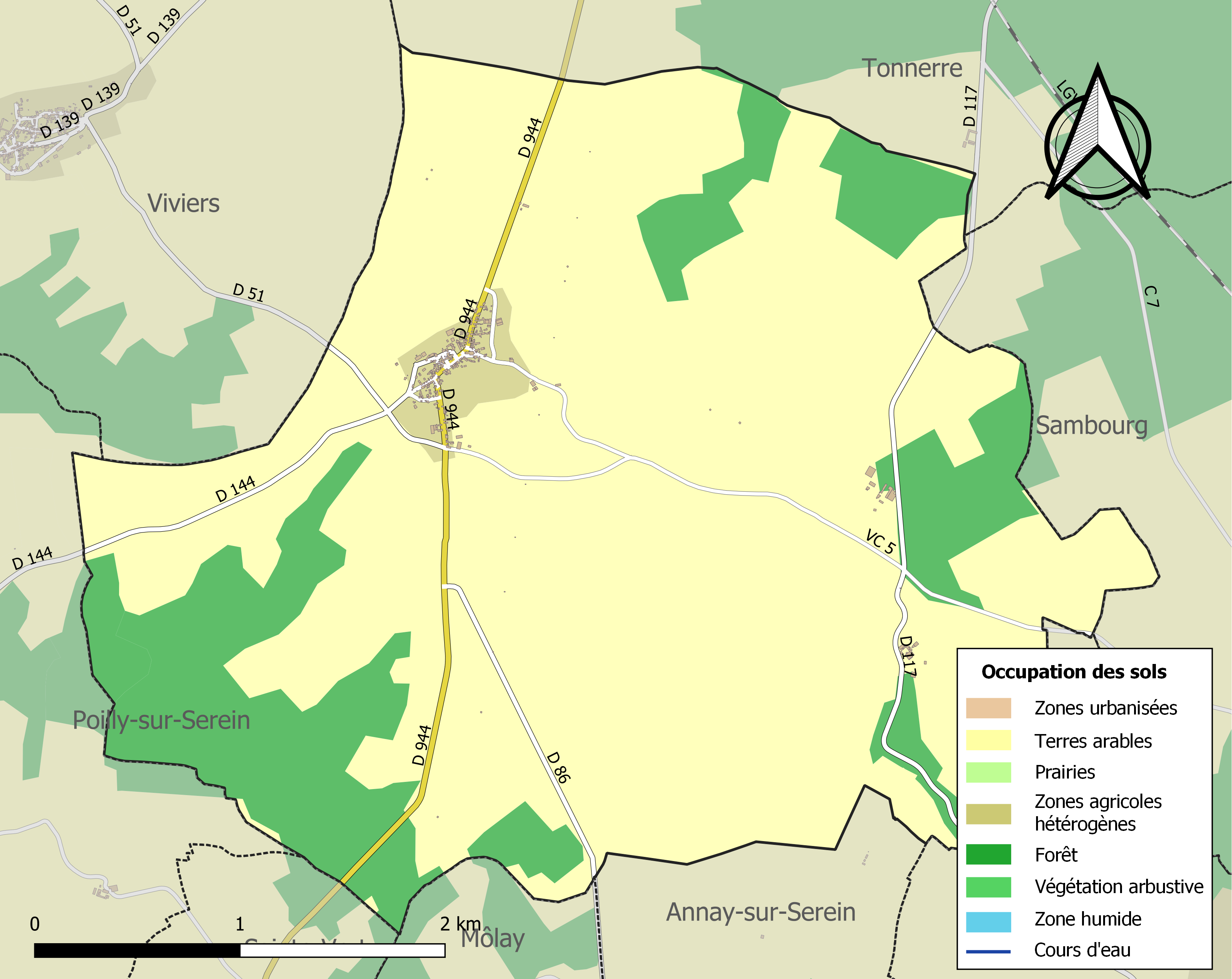
Carte des infrastructures et de l'occupation des sols de la commune en 2018 (CLC).

## Politique et administration
| Période                                  | Période  | Identité       | Étiquette | Qualité |
| ---------------------------------------- | -------- | -------------- | --------- | --- |
| Les données manquantes sont à compléter. |          |                |           | |
| avant 1988                               | En cours | Maurice Pianon | DVD       | Conseiller général du canton de Tonnerre (2001-2015) Conseiller départemental du canton du Tonnerrois depuis 2015 |

## Démographie
L'évolution du nombre d'habitants est connue à travers les recensements de la population effectués dans la commune depuis 1793. Pour les communes de moins de 10 000 habitants, une enquête de recensement portant sur toute la population est réalisée tous les cinq ans, les populations de référence des années intermédiaires étant quant à elles estimées par interpolation ou extrapolation. Pour la commune, le premier recensement exhaustif entrant dans le cadre du nouveau dispositif a été réalisé en 2005.

En 2022, la commune comptait 147 habitants, en évolution de −9,26 % par rapport à 2016 (Yonne : −1,95 %, France hors Mayotte : +2,11 %).
| 1793 | 1800 | 1806 | 1821 | 1831 | 1836 | 1841 | 1846 | 1851 |
| ---- | ---- | ---- | ---- | ---- | ---- | ---- | ---- | ---- |
| 323  | 486  | 501  | 439  | 458  | 455  | 439  | 420  | 431  |

| 1856 | 1861 | 1866 | 1872 | 1876 | 1881 | 1886 | 1891 | 1896 |
| ---- | ---- | ---- | ---- | ---- | ---- | ---- | ---- | ---- |
| 394  | 390  | 394  | 392  | 355  | 383  | 396  | 345  | 340  |

| 1901 | 1906 | 1911 | 1921 | 1926 | 1931 | 1936 | 1946 | 1954 |
| ---- | ---- | ---- | ---- | ---- | ---- | ---- | ---- | ---- |
| 310  | 282  | 263  | 233  | 239  | 210  | 224  | 223  | 199  |

| 1962 | 1968 | 1975 | 1982 | 1990 | 1999 | 2005 | 2006 | 2010 |
| ---- | ---- | ---- | ---- | ---- | ---- | ---- | ---- | ---- |
| 179  | 161  | 152  | 136  | 161  | 197  | 194  | 194  | 185  |

| 2015 | 2020 | 2022 | - | - | - | - | - | - |
| ---- | ---- | ---- | - | - | - | - | - | - |
| 166  | 151  | 147  | - | - | - | - | - | - |

## Culture locale et patrimoine

### Lieux et monuments
La commune compte deux monuments « inscrits » à l'inventaire des monuments historiques :
- l'église Saint-Nicolas, inscrite partiellement : le chœur en 1926 et la nef en 1968[19] ;
- l'orangerie du XVIIIe siècle, inscrite en 1971[20].

### Personnalités liées à la commune
- Jean De Rochefort[21] de la Coisette[22], 15??-1604, seigneur du dit lieu (18), d'Yrouerre, de Rochefort-sur-Armançon[23] (21), de La Villeneuve et Montigny-sur-Vingeanne (21), fils de René De Rochefort et de Jeanne Hurault. Il épouse Anne De Saultour fille du seigneur d'Yrouerre le 21 septembre 1582 (son frère Anne, seigneur de Mareuil (18), épousera un peu plus tard Charlotte l'autre fille de François De Saultour). Il décède le 11 juillet 1604 et est inhumé dans l'église d'Yrouerre, après avoir fait son testament où il lègue une partie de ses biens à l'hôpital de Tonnerre et une rente aux pauvres d'Yrouerre, ce qui n’empêchera pas certains habitants du lieu de jouer au "foot" avec la tête de son effigie provenant de son tombeau lors de la Révolution de 1789[24].

## Héraldique
| Blason de Yrouerre | Blason  | D'azur au chevron d'or accompagné, en chef, de deux étoiles du même et, en pointe, d'un mont d'argent sommé d'un peuplier du même. |
| Blason de Yrouerre | Détails | Le statut officiel du blason reste à déterminer.                                                                                   |

## Pour approfondir